# Conservazione preventiva

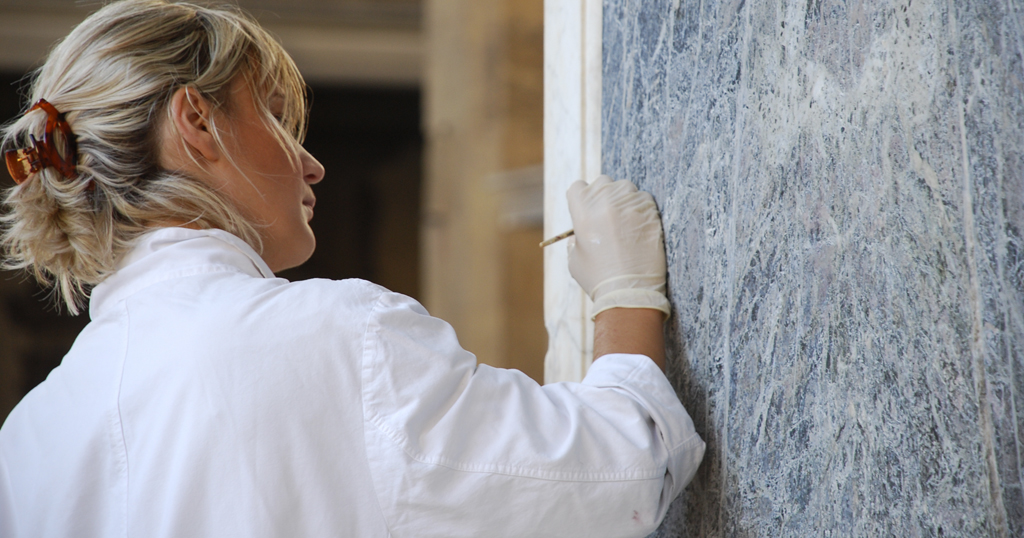
Manutenzione della Loggia dei Lanzi a Firenze

La conservazione preventiva è un'attività legata alla manutenzione e alla preservazione di manufatti di interesse storico. Si fonda sul riconoscimento di un valore, sulla coscienza della sua irriproducibilità e insostituibilità, sulla fiducia nella possibilità di trasmetterlo al futuro e di trarne insegnamento.
Nel parlare di conservazione e restauro si fa riferimento innanzitutto al concetto di integrità, intesa come presa di coscienza del duplice aspetto caratterizzante ogni bene culturale materiale, e cioè: 
- la materia costituente il bene
- le informazioni che questa materia veicola

Rispettare l'integrità di un bene vuol dire innanzitutto riconoscere l'intangibilità della materia costituente, applicare una visione il meno selettiva possibile delle singole parti componenti il bene, lasciare indenne la materia da tutti quegli interventi che possono limitare  le future tecniche sia di intervento che di lettura.

## Definizione
Il significato attribuito ai termini "conservazione" e "restauro" varia notevolmente a seconda degli autori, tanto da trovarli a volte, come termini di una alternativa e a volte come intercambiabili.
Per comprendere le ragioni di questa confusione è utile evidenziare l'esistenza di due aree di pensiero dove i due termini hanno avuto differente evoluzione.

### Area anglosassone
In quest'area il termine più utilizzato è quello di conservazione, è l'insieme globale dei gesti tecnici eseguiti sul bene e/o sul suo ambiente circostante.
Il restauro è invece un momento particolare e facoltativo della conservazione e ha come obiettivo non la trasmissione temporale del reperto ma la sua valorizzazione estetica.
La figura del restauratore non è quindi indispensabile per garantire la perennità del reperto ma può favorirne la lettura (generalmente reintegrandone le lacune).

### Area latina
In quest'area il termine restauro è il più utilizzato anche perché legato a profonde radici storiche. In questi ultimi anni se ne è tentata una ridefinizione così da includere in esso anche le istanze legate  al termine conservazione.
In questo senso spicca il contributo di Cesare Brandi che definendo il restauro come "il momento metodologico di riconoscimento dell'opera d'arte, nella sua consistenza fisica e nella sua bipolarità estetica e storica, in vista della sua trasmissione al futuro" ha aggiornato il termine, introducendovi la nozione moderna di conservazione.

### Conservazione-restauro
È evidente che se possiamo differenziare i due termini su di un piano teorico, nelle realtà dei trattamenti essi sono, a volte, strettamente connessi; basti pensare a quelle puliture dei monumenti dalle sostanze inquinanti che possono essere nocive, che al tempo stesso ne ripristinano l'aspetto estetico.
È per queste ragioni che recentemente è apparso il termine conservazione-restauro, utile a eliminare ambiguità e traducibile senza problemi in molte lingue. 
Esso va letto conformemente alla dizione anglosassone cioè attribuendo alla conservazione il senso più ampio.
Se per un momento isoliamo il solo termine "conservazione" potremmo definirla come l'insieme dei mezzi che, intervenendo sul reperto o sul suo ambiente, cercano di prolungarne indefinitamente l'esistenza.
In effetti l'ambito della conservazione è differenziato in due settori:
- la conservazione curativa, i cui mezzi agiscono direttamente sul reperto.
- la conservazione preventiva, che punta alla tutela del reperto agendo indirettamente, cioè intervenendo unicamente sul suo ambiente circostante. Un esempio di questa tecnica è stato lo spostamento del David di Michelangelo dall'ambiente esterno (reputato troppo aggressivo) ad un ambiente controllato (l'interno di un museo). In tale modo si è risolto il problema della tutela del bene non restaurando il bene stesso ma semplicemente agendo sul suo ambiente circostante.

## Compiti
Conservare il bene, cioè garantirne la perennità in vista della trasmissione di quest'ultimo alle generazioni future.
Non è difficile comprendere che assicurare la perennità di un bene rispettandone integralmente l'integrità e spesso un'operazione impossibile. 
Il restauro e la conservazione sono discipline operative il cui compito è proprio quello di ricercare il miglior compromesso tra l'esigenza di trasmettere il Patrimonio Culturale alle generazione future ledendo il meno possibile l'integrità di quest'ultimo.